# کنت آشر
کنت آشر (انگلیسی: Kenneth Ascher؛ زادهٔ ۲۶ اکتبر ۱۹۴۴) یک موسیقی‌دان و آهنگساز اهل ایالات متحده آمریکا است.
وی برای فیلم ستاره‌ای متولد شده است برنده جایزه گلدن گلوب بهترین موسیقی در سال ۱۹۷۶ شده است.